# Ornithogalum reverchonii
Espèce
Statut de conservation UICN

 LC  : Préoccupation mineure
Ornithogalum reverchonii est une espèce de plantes de la famille des Asparagacées.